# Harzweg 6 (Quedlinburg)

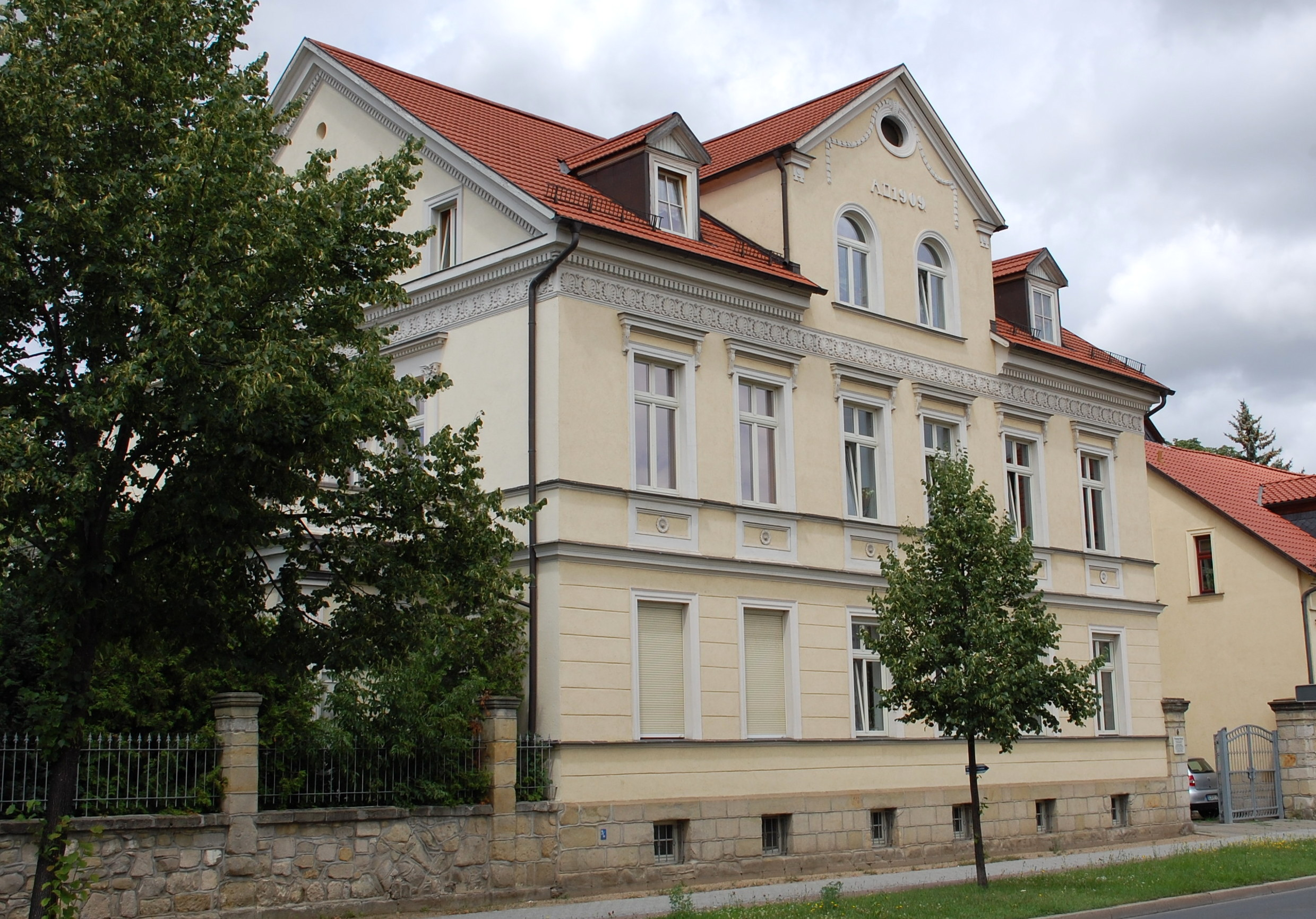
Harzweg 6

Das Haus Harzweg 6 ist ein denkmalgeschütztes Gebäude in Quedlinburg in Sachsen-Anhalt.

## Lage
Das im Quedlinburger Denkmalverzeichnis als Villa eingetragene Gebäude befindet sich südlich der Quedlinburger Altstadt.

## Architektur und Geschichte
Die zweigeschossige Villa entstand im Jahr 1873 im Stil des Spätklassizismus. Das Gebäude ruht auf einem Quadersockel und verfügt über eine mit dekorativen Elementen versehene, verputzte Fassade. Neben dem Haus befindet sich eine Toranlage sowie ein mit einer Einfriedung versehener Garten.